# José Carlos Mariátegui
José Carlos Mariátegui (14 tháng 6 năm 1894 – 16 tháng 4 năm 1930) là một cây bút, chính khách và triết gia Marx-Lenin người Peru. Bình sinh, ông được người đời gọi trìu mến bằng cái tên El Amauta, nghĩa là "thầy giáo" trong tiếng Quechua bản địa.